# Mariä Himmelfahrt (Bonbruck)

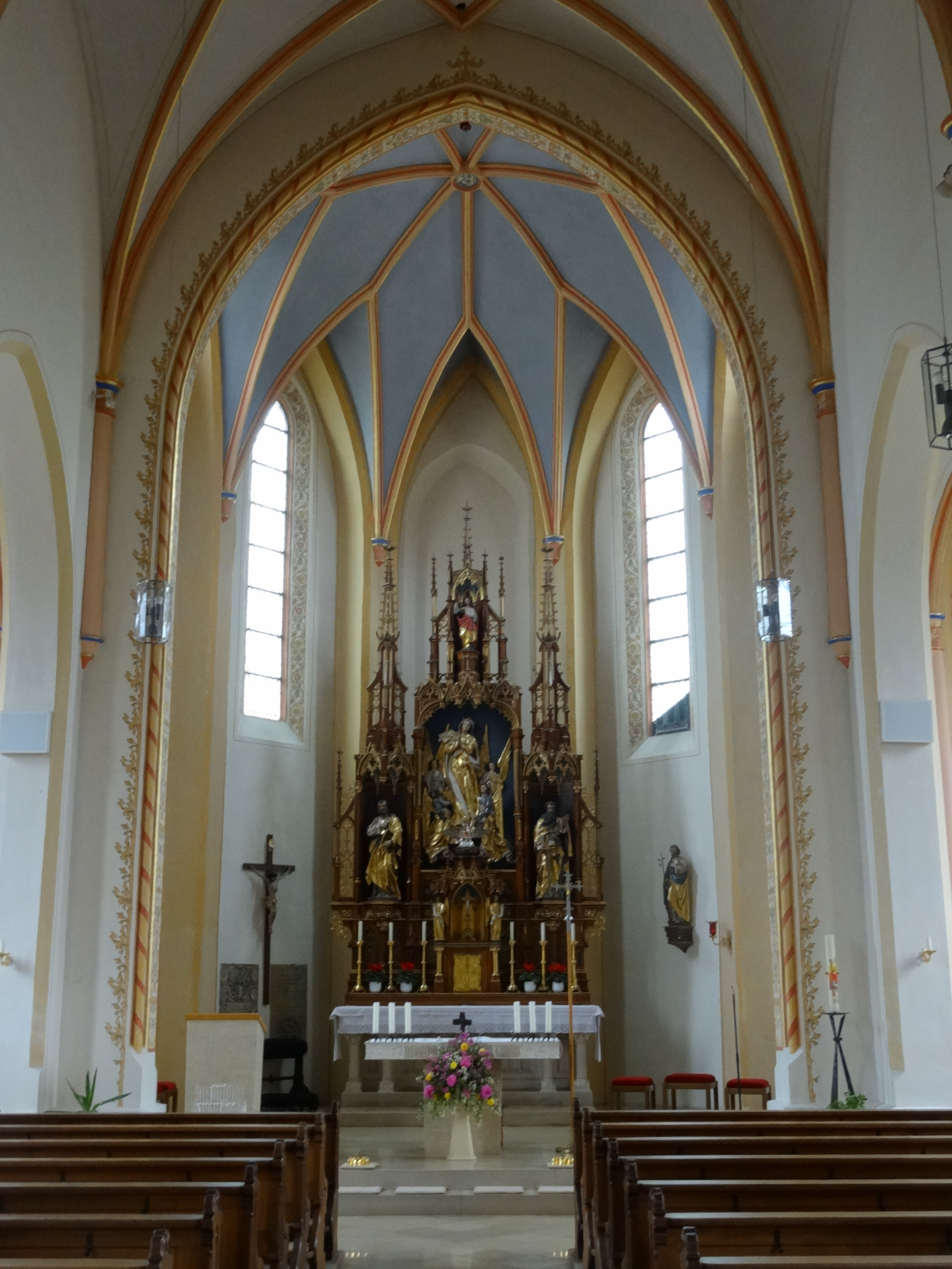
Innenansicht der Pfarrkirche Mariä Himmelfahrt

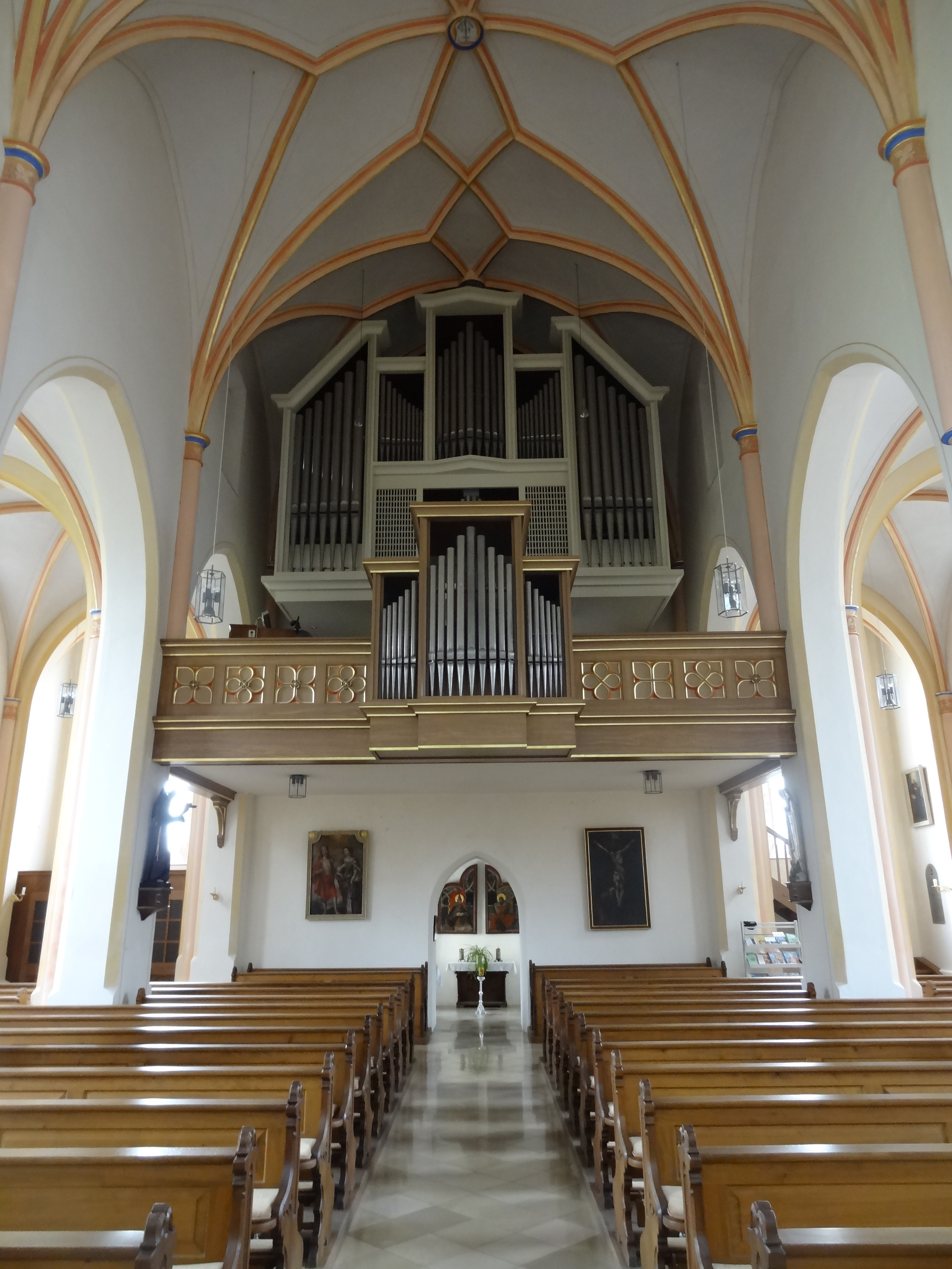
Gegenblick zur Westempore

Die römisch-katholische Pfarrkirche Mariä Himmelfahrt in Bonbruck, einem Ortsteil der Gemeinde Bodenkirchen im niederbayerischen Landkreis Landshut, ist eine neugotische Pseudobasilika, die 1892/94 anstelle eines spätgotischen Baus aus dem 15. Jahrhundert errichtet wurde. Der Bau ist als Baudenkmal mit der Nummer D-2-74-120-24 beim Bayerischen Landesamt für Denkmalpflege eingetragen.

## Geschichte
Die Kirche zu Bonbruck war eine adlige Eigenkirche der Ebenhauser, die am Ort spätestens seit 1406 eine geschlossene Hofmark besaßen. Diese gehörte der Pfarrei Aich an. Die genauen Ursprünge der Kirche liegen allerdings im Dunkeln. Der Kirchturm soll bis zum Umbau im späten 19. Jahrhundert im Kern romanisch gewesen sein. Die erste urkundliche Erwähnung der Kirche datiert aus dem Jahr 1436. Damals kauften der Vikar von Aich und die Kirchenzechleute der Frauenkirche zu Panbruck Holz für einen Neubau ebendieser Kirche, der um 1450 entstanden sein dürfte. Als Zeuge dieser Verbriefung tritt der Baumeister Hans Maurer von Landshut auf. Dieser ist möglicherweise mit dem berühmten Hans Stethaimer identisch, der nach dem Tod des Hans von Burghausen im Jahr 1432 den Bau der Landshuter Martinskirche weiterführte. Im Jahr 1482 taucht die Kirche zu Bonbruck erstmals in einer Diözesanmatrikel auf; sie wird hierbei lediglich dem Dekanat Seyboldsdorf zugeordnet. In einem Regensburger Visitationsprotokoll von 1508 wird sie erstmals als Filialkirche von Aich beschrieben.
Nachdem im Jahr 1639 die Deuring Hofmark und Schloss Bonbruck übernommen hatten, begannen diese sehr bald mit einem Umbau mit der Kirche, der von den Wirren des Dreißigjährigen Krieges durchkreuzt wurde und wahrscheinlich erst nach Kriegsende fertiggestellt wurde. Dabei entstand ein 11,50 Meter langer und 7,20 Meter breiter, einjochiger Chorraum. Dieser war etwas breiter als das einschiffige Langhaus und gegenüber diesem deutlich überhöht. Zudem lag das Kirchenschiff um 3,50 Meter tiefer als der Chor und war – auch aufgrund der Nähe zur Bina – ein feuchter, dunkler Raum. Dieser für die Angehörigen der Filialgemeinde unangenehme Zustand währte allerdings rund 250 Jahre.
Seit Bodenkirchen, ursprünglich auch Filiale der Pfarrei Aich, kurz vor 1724 zur Expositur erhoben wurde und damit einen eigenen Seelsorger erhielt, betreute dieser „Expositus“ auch die Filialgemeinde Aich mit. Im Jahr 1890 übernahm der junge Priester Georg Diermeier dieses Amt. Von ihm ist bezüglich der alten Bonbrucker Kirche folgender Ausspruch überliefert: „Man hat den Eindruck, eher in einen Keller hineinzugehen, als in eine Kirche.“ Dies war für ihn der Ansporn, die lang gehegten Umbaupläne für die Bonbrucker Kirche schnellstmöglich umzusetzen.
Bereits im Jahr 1853, als größere Reparaturen an Mauern und Dachstuhl anfielen, dachte man erstmals an einen Umbau, da die alte Kirche nur etwa die Hälfte der Gläubigen bei der Sonntagsmesse fassen konnte. Da die von dem Bauaspiranten Leonhard Schmidtner aus Landshut veranschlagte Summe von rund 4.000 Gulden zu hoch erschien, beließ man es vorerst bei den dringend notwendigen Reparaturen. Auch weiterer Kostenvoranschlag über 3.376 Gulden, den der Vilsbiburger Maurermeister Anton Wagner im Jahr 1859 erstellte, wurde ausgeschlagen. Stattdessen ließ man das Kirchendach für nicht weniger als 824 Gulden ausbessern. Erst nachdem Georg Diermeier im Jahr 1890 Expositus in Bodenkirchen wurde, ging man an den Umsetzung der Umbaupläne. Den Zuschlag erhielt der Maurermeister Josef Eder junior aus Geisenhausen, mit dem man sich auf einen Betrag von 20.000 Mark einigte.
Am 7. März 1892 wurde mit dem Abriss begonnen. Niedergelegt wurde das alte Langhaus samt dem im Kern romanischen Turm und etwa die Hälfte des Presbyteriums. Bereits Ende August wurde der Neubau, eine neugotische Staffelhalle, unter Dach gebracht. Im November war die neue Kirche weitgehend fertiggestellt, sodass darin Gottesdienste abgehalten werden konnten. In den Folgejahren 1893/94 musste der Neubau nun angemessen ausgestattet werden. Dafür wurden nochmals rund 20.000 Mark veranschlagt. Allein 11.000 Mark entfielen auf die drei neugotischen Altäre und die Kanzel, die der Landshuter Bildhauer Michael Mayer schuf. Dieser hatte bereits 1867 die neu erbaute Pfarrkirche von Johannesbrunn ausgestattet. Außerdem wurde ein neues Kirchengestühl und eine hölzerne Doppelempore eingebaut, die der ortsansässige Schreinermeister Erlmeier fertigte. Im Zuge des Kirchenumbaus wurde auch der umliegende Friedhof umgestaltet. So wurden beispielsweise die Gräber neu angeordnet und ausgerichtet, der Eingang neu gepflastert und die Friedhofsmauer eingedeckt.
Die Kirchweihe erfolgte am 7. Juni 1894 durch Bischof Ignatius von Senestrey, der den Neubau als „Perle unter den Landkirchen, eine Zierde des Binatals“ bezeichnete. Im Jahr 1910 wurde im Innenraum eine elektrische Beleuchtung installiert. Nachdem man im Ersten Weltkrieg drei der vier 1876 angeschafften Glocken zu Kriegszwecken abgeben musste, wurden 1923 drei neue Glocken angeschafft. In den Jahren 1923/24 wurde die Raumschale durch den Münchner Architekten und Dekorationsmaler Joseph Elsner junior in lichten Farbe gefasst. 1936 wurde vor dem Hochaltar ein neues Heiliges Grab aufgestellt. Im Januar 1942 mussten die drei neueren Glocken wiederum für militärische Zwecke abgegeben werden. Sie wurden erst 1950 durch drei neue Glocken ersetzt, welche die einzelne Glocke aus dem Jahr 1876 ergänzten. Im Jahr 1947 hatte der bis heute mehrmals erweiterte Friedhof eine neue Mauer aus Ruhpoldinger Marmor erhalten. Von 1954 bis 1956 wurde eine umfassende Außenrenovierung durchgeführte, an die sich eine bis 1960 dauernde Innenrenovierung anschloss. Dabei wurden die Kanzel und die Seitenaltäre aus der Kirche entfernt, der Hochaltar wurde verkürzt und steingrau gefasst. Dessen originale Fassung wurde erst 1992 bei einer Renovierung durch die Firma Hasselmann aus Plattling wiederhergestellt.
Im Jahr 1974 wurden, entsprechend den Vorgaben des Zweiten Vatikanischen Konzils, ein Volksaltar, ein Ambo und einige Sedilien aus bulgarischem Monastir-Kalksandstein angeschafft. Die Altarweihe nahm Weihbischof Vinzenz Guggenberger am 28. September 1975 vor. In den Jahren 1981/82 erhielt die Pfarrkirche eine neue Orgel, die zuvor von der Firma Orgelbau Sandtner aus Dillingen an der Donau restauriert worden war. Um das im Vergleich zur Vorgängerorgel nun deutlich größere Instrument unterbringen zu können, musste das obere Emporengeschoss entfernt werden. Die Orgelweihe nahm Domkapitular Joseph Reindl am 19. September 1982 vor. Die letzte umfassende Außen- und Innenrenovierung fand in den Jahren 2000 bis 2004 statt. Dabei wurden der Altarbereich neu gestaltet, die Raumschale nach alten Befunden überfasst, Fußboden und Gestühl restauriert und eine neue Heizung eingebaut, sodass bisher beinahe keine Feuchtigkeitsschäden mehr aufgetreten sind. Bereits im Jahr 1935 war Bonbruck zur Expositur erhoben worden, 1947 erfolgte dann die Erhebung zur Pfarrkuratie. Mit Wirkung zum 8. Dezember 2001 erfolgte schließlich die Umwandlung in eine selbstständige Pfarrei. Seit 1996 besteht eine Pfarreiengemeinschaft mit Bodenkirchen.

## Architektur
Die nach Osten ausgerichtete, dreischiffige Pseudobasilika ist im neugotischen Stil ausgeführt. Einzig der einjochige Chor mit dreiseitigem Schluss stammt im Kern noch aus dem 15. Jahrhundert, also aus der Spätgotik. Dieser ist – wie auch das vierjochige Langhaus – außen durch zweifach abgesetzte Strebepfeiler und einen einfachen Dachfries gegliedert. Die Fensteröffnungen sind allesamt spitzbogig ausgeführt. Der ausspringende Westturm ist ebenfalls neugotisch und besitzt einen quadratischen Unterbau, der knapp oberhalb des Dachfirstes mittels Gesims in einen oktogonalen Aufsatz übergeht. An diesem sind nach vier Seiten übereinander spitzbogige Schallöffnungen (unten) und Turmuhren (oben) angeordnet. Oberhalb von vier Dreiecksgiebeln erhebt sich ein achtseitiger Spitzhelm mit Kugel und Kreuz.
Der Innenraum ist über zwei Portale auf der Nord- und Südseite zugänglich. Die drei Schiffe und der Chorraum werden von einem neugotischen Rippengewölbe in Sternkonfiguration überspannt. Auch der Chorbogen und die Scheidbögen sind spitzbogig ausgeführt. Im rückwärtigen Mittelschiff ist eine Holzempore eingezogen, welche die stattliche, dreimanualige Orgel trägt.

## Ausstattung

### Altäre

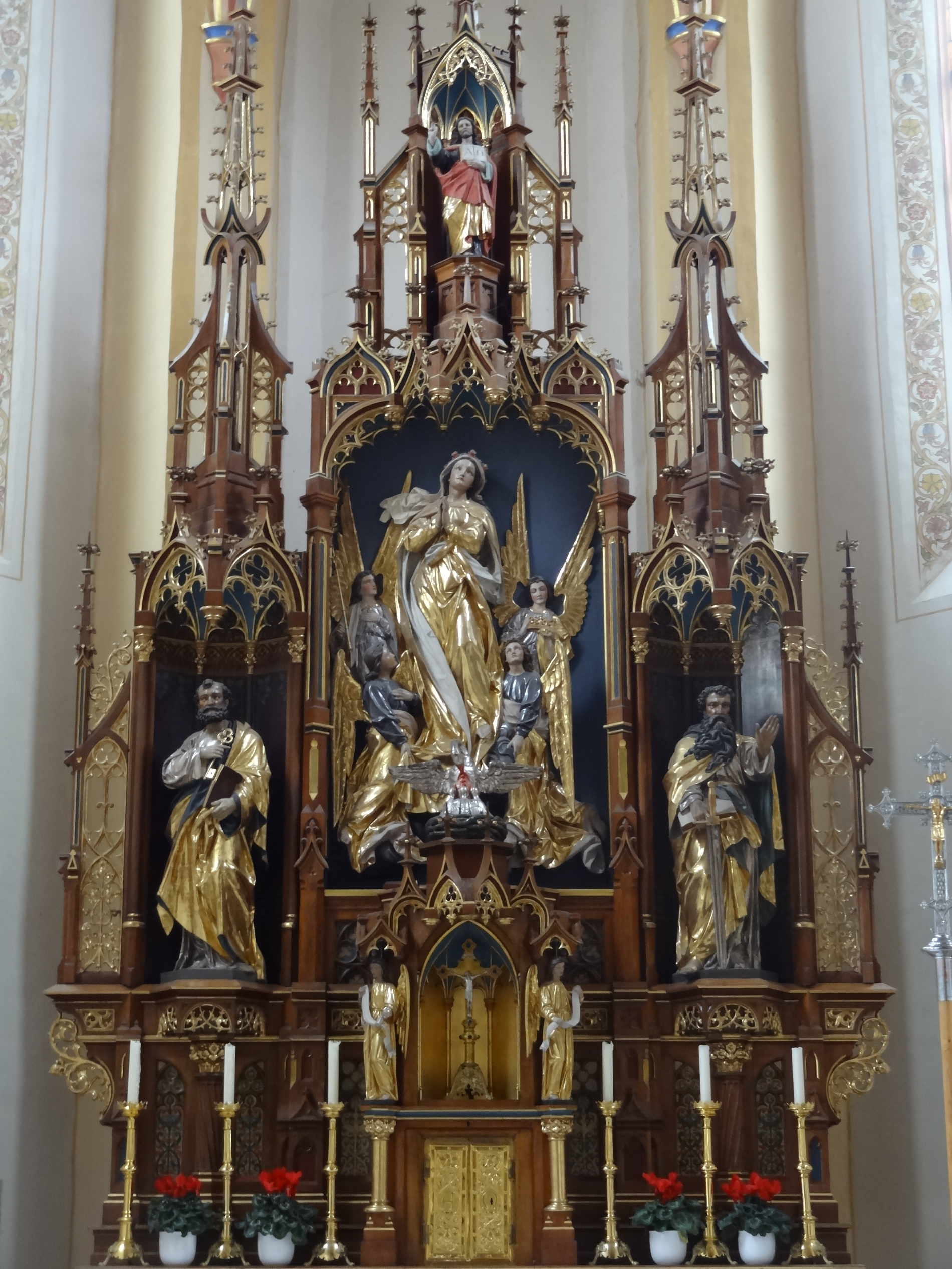
Hochaltar

Der Kirchenraum wird von dem neugotischen Hochaltar des Landshuter Bildhauers Michael Mayer dominiert. Über einer Steinmensa, die zwei neugotischen Säulenpaaren ruht, erhebt sich das Altarretabel mit einem zentralen Barockrelief der Himmelfahrt Mariens des Landshuter Bildhauers Franz Raimund Scherrich. Dieses wird von den Seitenfiguren der „Apostelfürsten“ Petrus und Paulus flankiert. Die Aufbauten der beiden Seitenaltäre an den Stirnseiten der Seitenschiffe wurden bei der Renovierung in den 1950er Jahren entfernt. Über der Steinmensa des rechten Seitenaltares ist heute ein spätgotisches Chorkreuz aus dem ausgehenden 15. Jahrhundert angebracht, welches möglicherweise aus der Schule des Hans Stethaimer stammt und von Figuren der Heiligen Franz Xaver und Johannes Nepomuk flankiert wird. Zu Füßen des Kreuzes befindet sich außerdem eine barocke Figur der Mater Dolorosa. Das Pendant im linken Seitenschiff bildet eine von einem Strahlenkranz hinterfangene, spätgotische Madonnenfigur, die ebenfalls Ende des 15. Jahrhunderts in der Werkstatt von Heinrich Helmschrot in Landshut entstand. Sie wird von Figuren der Heiligen Antonius von Padua und Franz von Assisi flankiert.
Außerdem sind noch Überbleibsel zweier Vorgängeraltäre vorhanden. Im Chorraum hängt ein in der Barockzeit (um 1660) in Öl auf Leinwand gemaltes Altarblatt der Himmelfahrt Mariens. In der Kapelle im Erdgeschoss des Turmes sind zwei spätgotische Altarflügel mit Darstellungen der Apostel Petrus und Paulus zu sehen. Auch drei weitere barocke Gemälde könnten von früheren Altären der Kirche stammen: hll. Sebastian und Katharina; Maria Magdalena, den Gekreuzigten beweinend; St. Franz Xaver.
Die nach der Liturgiereform des Zweiten Vatikanischen Konzils fällige Neugestaltung der liturgischen Orte wurde nach den Entwürfen des aus Velden stammenden Bildhauers und Akademieprofessors Georg Brenninger ausgeführt. Volksaltar, Ambo und Sedilien sind aus bulgarischem Monastir-Kalkstein gefertigt.

### Figürliche Ausstattung
An den Pfeilern im Mittelschiff befinden sich neugotische Figuren der Heiligen Barbara, Katharina, Florian und Sebastian. Im rückwärtigen Bereich befinden sich außerdem figürliche Darstellungen der Heiligen Familie, des Bruders Konrad, der Fátima-Madonna und des heiligen Josef, die allesamt aus dem 20. Jahrhundert stammen. In der Turmkapelle ist eine Herz-Jesu-Figur aus dem 19. Jahrhundert aufgestellt. In der Allerseelenkapelle auf dem Friedhof befindet sich außerdem eine Kreuzigungsgruppe, die Maria und den „Lieblingsjünger“ Johannes zu Füßen des Gekreuzigten zeigt.

### Orgel

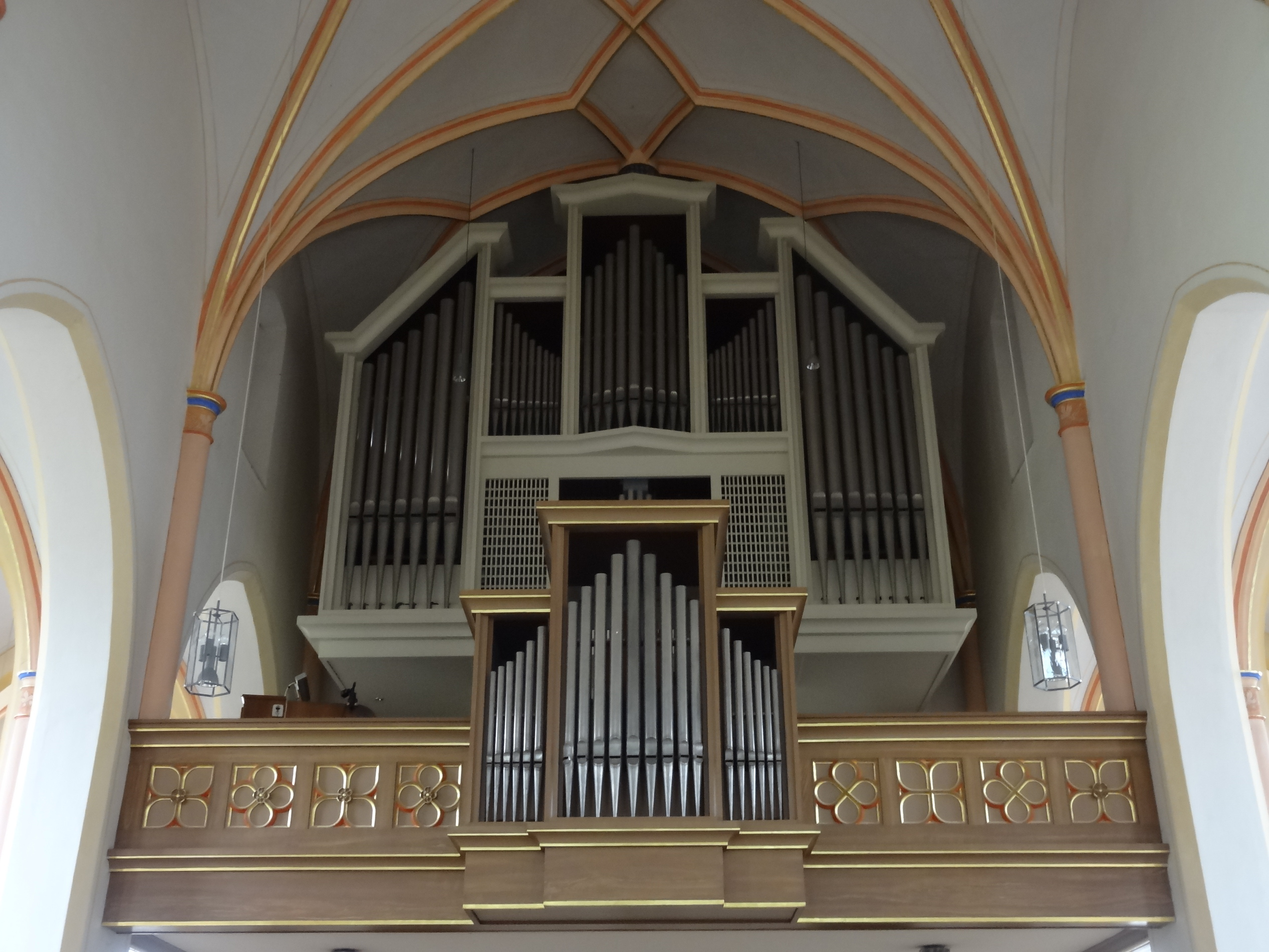
Orgel

Unmittelbar nach dem Neubau der Kirche wurde im Jahr 1894 eine gebrauchte Orgel erworben. Diese wurde bereits vier Jahre später durch ein Instrument des Münchner Orgelbauers Franz Borgias Maerz ersetzt. Das pneumatische Kegelladeninstrument mit freistehendem Spieltisch umfasste neun Register auf einem Manual und Pedal. Es wies folgende Disposition auf:
| I Manual C–f3 |              |       |
| 1.            | Principal    | 8′    |
| 2.            | Gedackt      | 8′    |
| 3.            | Salicional   | 8′    |
| 4.            | Gamba        | 8′    |
| 5.            | Octav        | 4′    |
| 6.            | Traversflöte | 4′    |
| 7.            | Mixtur       | 2 ⁄3′ |

| Pedal C–d1 |           |     |
| 8.         | Subbaß    | 16′ |
| 9.         | Violonbaß | 8′  |

- Koppeln: I/P, Superoktavkoppel
- Spielhilfe: Tutti

Im Jahr 1982 erhielt die Pfarrkirche anstelle der Maerz-Orgel ein deutlich größeres Instrument, das ursprünglich 1966/67 von dem Münchner Orgelbauer Carl Schuster für die dortige Jesuitenkirche St. Michael errichtet wurde. Im Jahr 1982 wurde sie von der Firma Orgelbau Sandtner aus Dillingen restauriert, bevor sie in der Pfarrkirche Bonbruck eingebaut wurde. Das für eine Dorfkirche überaus stattliche Instrument umfasst insgesamt 26 Register auf drei Manualen und Pedal. Die Disposition lautet wie folgt:
| I Hauptwerk |           |       |
| 1.          | Prinzipal | 8′    |
| 2.          | Gemshorn  | 8′    |
| 3.          | Oktave    | 4′    |
| 4.          | Querflöte | 4′    |
| 5.          | Nasard    | 2 ⁄3′ |
| 6.          | Flöte     | 2′    |
| 7.          | Mixtur IV | 1 ⁄3′ |
| 8.          | Trompete  | 8′    |

| II Rückpositiv |             |       |
| 9.             | Holzgedeckt | 8′    |
| 10.            | Prästant    | 4′    |
| 11.            | Koppelflöte | 4′    |
| 12.            | Oktave      | 2′    |
| 13.            | Larigot     | 1 ⁄3′ |
| 14.            | Scharff III | 1′    |
| 15.            | Krummhorn   | 8′    |
|                | Tremulant   |       |

| III Brustwerk |            |                |
| 16.           | Rohrflöte  | 8′             |
| 17.           | Spitzflöte | 4′             |
| 18.           | Prinzipal  | 2′             |
| 19.           | Tertian    | 1 3⁄5′ + 1 ⁄3′ |
| 20.           | Cimbel II  | 1 ⁄3′          |
|               | Tremulant  |                |

| Pedal |               |       |
| 21.   | Subbaß        | 16′   |
| 22.   | Prinzipalbaß  | 8′    |
| 23.   | Gedecktflöte  | 8′    |
| 24.   | Choralbaß     | 4′    |
| 25.   | Hintersatz IV | 2 ⁄3′ |
| 26.   | Fagott        | 16′   |

- Koppeln: II/I, III/I, III/II, I/P, II/P, III/P
- Spielhilfen: Koppeln aus, Crescendo, Walze ab, Tutti, Pedalkombination I, Pedalkombination II, Automatik Pedal, Handregister ab, Crescendo ab, alle Zungen ab, Zungen-Einzelabsteller, 3 freie Kombinationen

### Glocken
Kurz vor der Errichtung der neuen Kirche wurden im Jahr 1876 vier Glocken angeschafft. Die schwerste Glocke, die Unbefleckten Empfängnis Mariens geweiht war, wog 1.250 Kilogramm. Es folgten eine dem heiligen Franz Xaver geweihte Glocke mit knapp 480 Kilogramm und eine dem heiligen Josef geweihte Glocke mit rund 300 Kilogramm. Die kleinste Glocke war dem heiligen Georg geweiht und brachte 110 Kilogramm auf die Waage.
Heute läuten aus dem neugotischen Turm läuten vier Glocken, von denen drei im Heiligen Jahr 1950 gegossen wurden. Ihre Patrone und Inschriften lauten wie folgt:
1. St. Petrus
hl. Petrus und hl. Paulus – bittet für uns
2. St. Franz Xaver
Zweimal schaute Bonbruck meinen Untergang im Kriege und doch schuf mich neu der Glaube und die Liebe
3. St. Josef
Vivos voco – mortuos plango – vulgara frango (lat. „Ich rufe die Lebenden – ich beklage die Toten – ich breche die Blitze“)
4. St. Georg (Sterbeglocke)
Hilf uns St. Georg im letzten Streit